# Guds soldater, rusta eder
Guds soldater, rusta eder är en sång med text från 1697 av Justus Falckner. Musiken är komponerad 1888 av James McGranahan

## Publicerad som
- Musik till Frälsningsarméns sångbok 1907 som nr 157.
- Frälsningsarméns sångbok 1929 som nr 383 under rubriken "Strid och verksamhet - Maning till kamp"
- Frälsningsarméns sångbok 1968 som nr 453 under rubriken "Kamp och seger"
- Frälsningsarméns sångbok 1990 som nr 617 under rubriken "Strid och kallelse till tjänst".